# Пряме чисельне моделювання
Пряме́ чи́сельне моделюва́ння (англ. DNS (Direct Numerical Simulation)) — один з методів чисельного моделювання течії рідини або газу.
Метод ґрунтується на чисельному розв'язуванні системи рівнянь Нав'є — Стокса і дозволяє моделювати в загальному випадку рух в'язких стисливих газів з урахуванням хімічних реакцій, причому як для ламінарних, так і, попри численні суперечки, турбулентних випадків.
Однак DNS складно застосовне для розв'язування реальних задач, і частіше використовується в наукових розрахунках. Основна тому причина — високі вимоги до обчислювальних ресурсів. У прикладних задачах використовують переважно такі методи, як LES, DES і методи, засновані на розв'язуванні RANS-систем.